# Cyathea dealbata
Cyathea dealbata is de botanische naam voor de zilveren boomvaren. Deze varen verschilt van andere varens door zijn zilveren kleur aan de onderkant van het blad.
Deze boomvaren heeft een maximale hoogte van 10 meter, met een breedte van 4 meter. De soort komt van nature alleen voor in Nieuw-Zeeland en op een paar omringende eilanden.
De varen houdt van vochtigheid, maar wordt niet aangetroffen op de bodem van een volwassen bos, eerder aan de rand en op open stukken.
Het zijn boomvarens met dikwijls lange stammen, die in principe ontstaan zijn vanuit het in elkaar draaien en vlechten van de bladstelen. Ze hebben vaak drievoudig geveerde bladeren, die enkele meters lang kunnen worden. De sori bevinden zich aan weerszijden van de middennerf der blaadjes en hebben een 'bekervormig' dekvliesje.
De zilveren boomvaren is tevens het nationale sportsymbool van Nieuw-Zeeland: het staat het op het shirt van de All Blacks, het nationale Nieuw-Zeelands rugbyteam.
In de Maoricultuur is de Koru (een uitrollend jong varenblad) een symbool van nieuw leven.